# エーリチェ (トラーパニ県)
エーリチェ（イタリア語: Erice, シチリア語: Èrici ）は、イタリア共和国シチリア州トラーパニ県にある、人口約2万8000人の基礎自治体（コムーネ）。エリチェとも表記する。シチリア島西部、標高751メートルのサン・ジュリアーノ山の頂上部に位置し、海を望める。

## 名称
イタリア語の Erice は、[ˈɛːritʃe] と発音される。12世紀から1934年まではモンテ・サン・ジュリアーノ（Monte San Giuliano）と呼ばれた。
イタリア語以外では以下の名をもつ。
- シチリア語: Èrici
- ギリシア語: Έρυξ /  Eryx

## 地理

### 位置・広がり
トラーパニ県北部のコムーネ。

#### 隣接コムーネ
隣接するコムーネは以下の通り。
- ブゼート・パリッツォーロ
- パチェーコ
- トラーパニ
- ヴァルデーリチェ

## 歴史
この都市はフェニキア人の建設した都市であるが、広くギリシア化した。古代ギリシア人はこの都市をエリュクス（ギリシア語: Έρυξ）と呼び、都市の設立やその名称が英雄エリュクスと結びつけられた。第一次ポエニ戦争でカルタゴ人によって破壊され、以後その重要性を減らしていった。西端には女神を祀った遺跡が残る。
この都市は831年に Aghlebids によって征服され、「ハミドの山」を意味する Cebel Hamid （西欧資料によれば Gebel Hamed）に名称を改められた。ノルマン人による征服まで、都市はアラブ人によって統治された。1167年、ノルマン人はこの都市をモンテ・サン・ジュリアーノ（Monte San Giuliano）に改めた。ノルマン人は古代の女神の神殿跡を要塞にした。その後、街は発展、次々に教会が建てられ、巡礼者が来るようになり、現在も多数の教会が残っている。1934年まで都市はこの名であった。

## 行政

### 行政区画
エーリチェには以下の分離集落（フラツィオーネ）がある。
- Ballata, Casa Santa, Crocefissello, Napola, Pizzolungo, Rigaletta, San Cusumano, Torretta